# Дом на дереве
Дом на дереве — здание, приподнятое над землёй, сконструированное преимущественно в кроне дерева, основа конструкции которого — один или несколько стволов. Может использоваться как место отдыха, охотничий домик, рабочее помещение или как временное убежище.
Дома на дереве в лесной области являются примером экологичного строительства, так как не требуют вырубки лесов для их возведения. В некоторых районах тропиков обычные дома строят на деревьях или на сваях, чтобы сохранить жилое помещение от опасностей, которые возможны на уровне земли.

## Дом на дереве как традиционное жилище
Племя короваи в Новой Гвинее живут в домах на деревьях, некоторые из которых достигают 40 метров в высоту, таким образом они избегают нападения охотников за головами соседнего племени.

## Популярность
С середины 1990-х годов, дома отдыха на деревьях пользуются ростом популярности в США и некоторых странах Европы. Это произошло благодаря увеличению располагаемого дохода, более совершенным технологиям строительства, научным исследованиям в практике строительства безопасных зданий и повышенный интерес к экологическим вопросам, в частности обеспечения устойчивого развития. Это, в свою очередь, обеспечило спрос на предприятия, которые охватывают все здания и проектные работы для своих клиентов.

## Примеры строений на деревьях
- В Новой Зеландии в 2009 году был построен ресторан «Жёлтый дом на дереве» на верхушке 40-метровой секвойи[3].
- Во Франции растёт дуб возрастом 800—1200 лет, в дупле которого построены две часовни.
- В Англии в парке Алник выстроен дом на дереве площадью 560 м²[4].

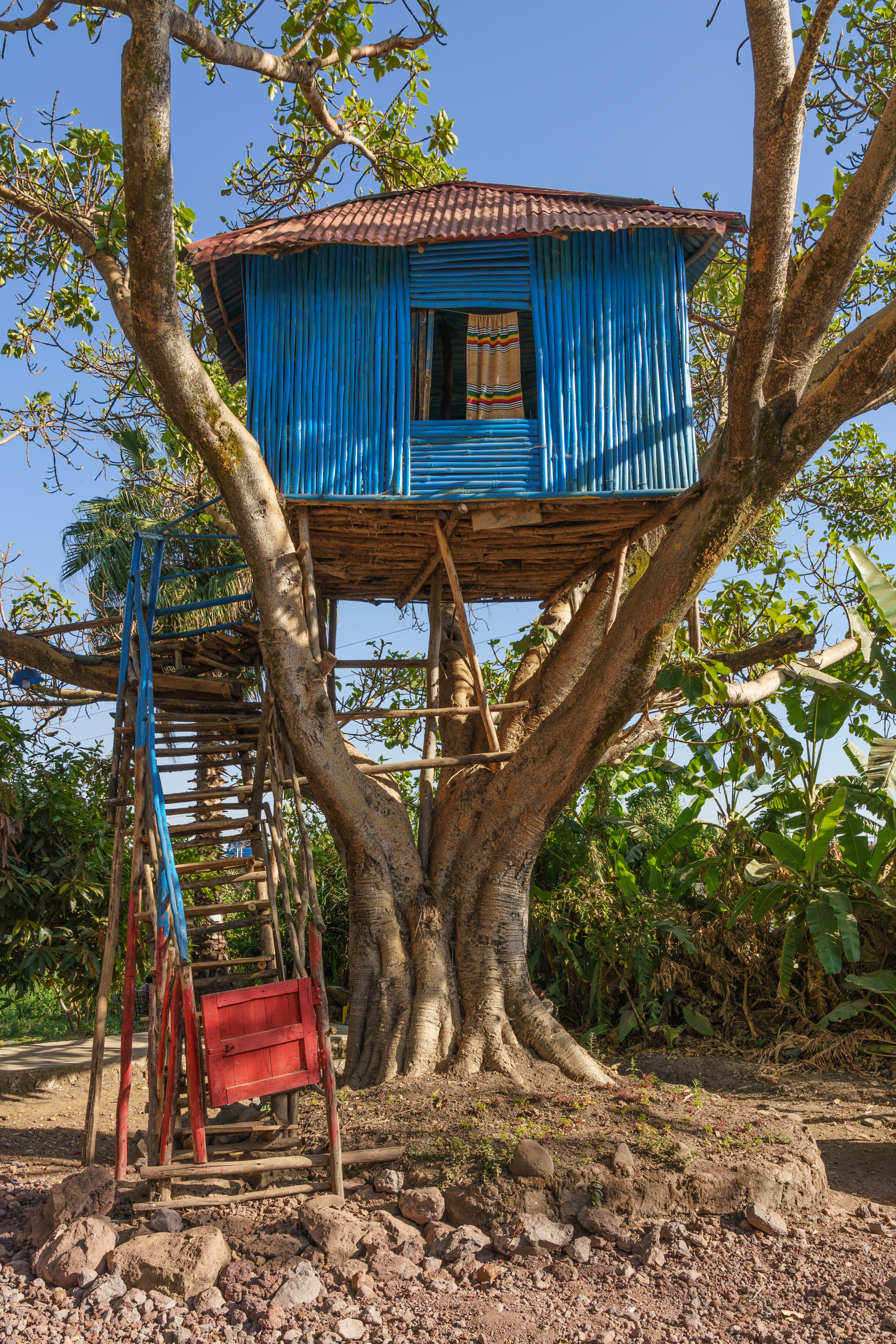
В Бахр-Даре, Эфиопия
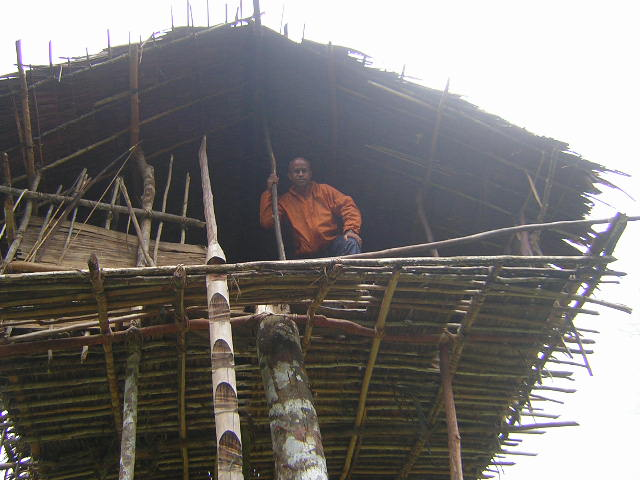
Жилище племени короваи
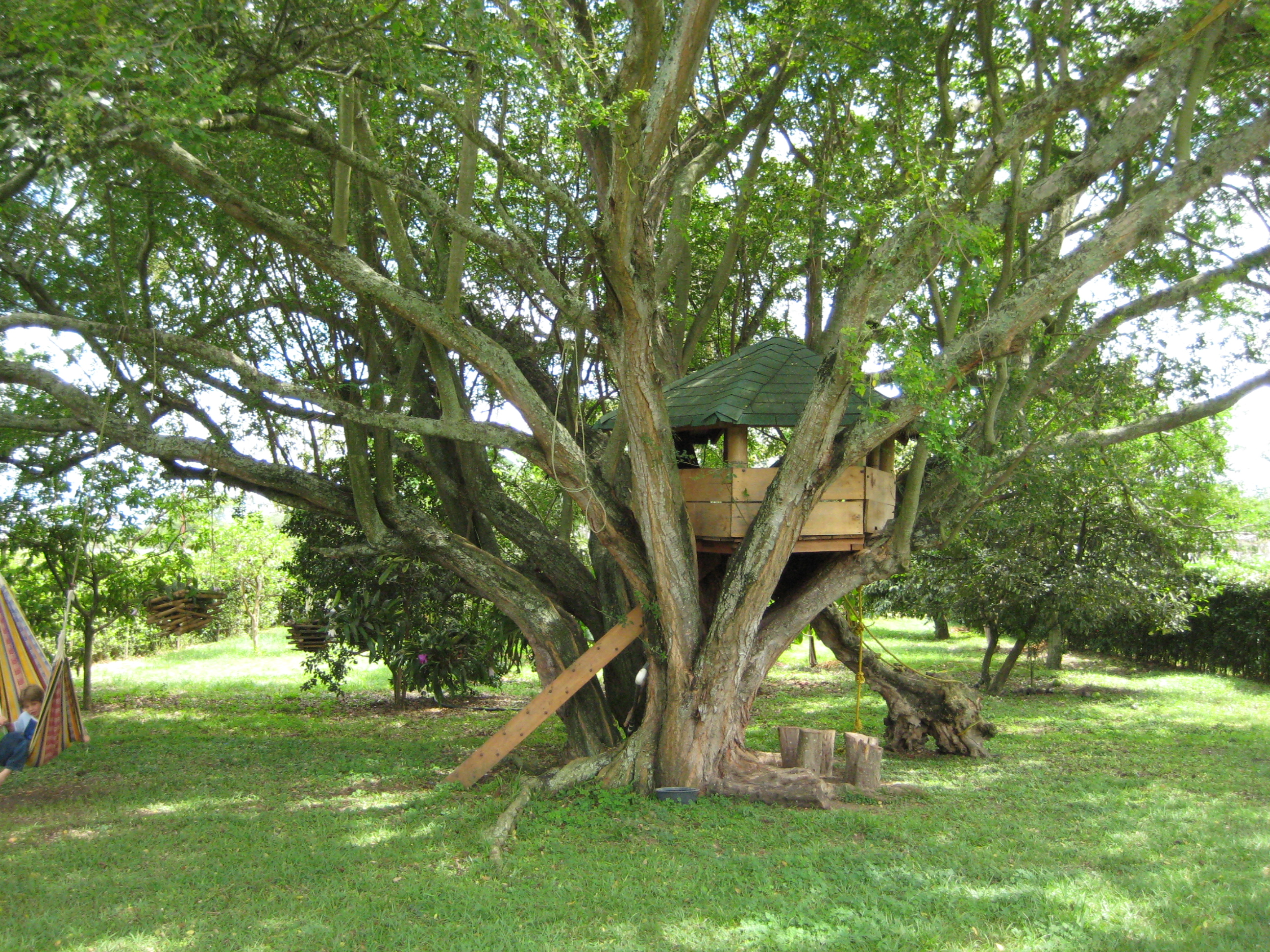
Домик на дереве для детей
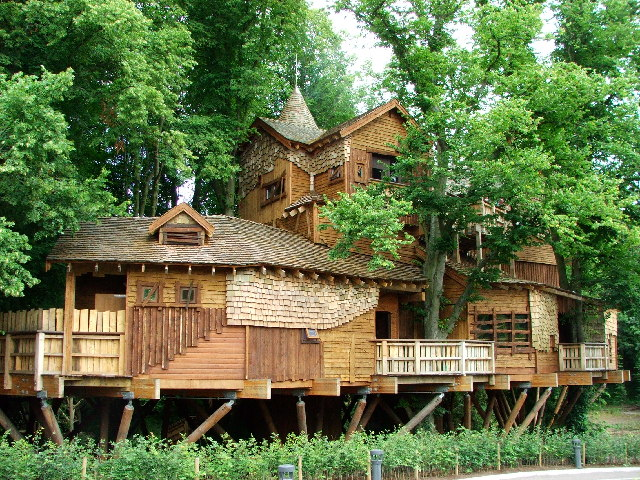
В парке Алник
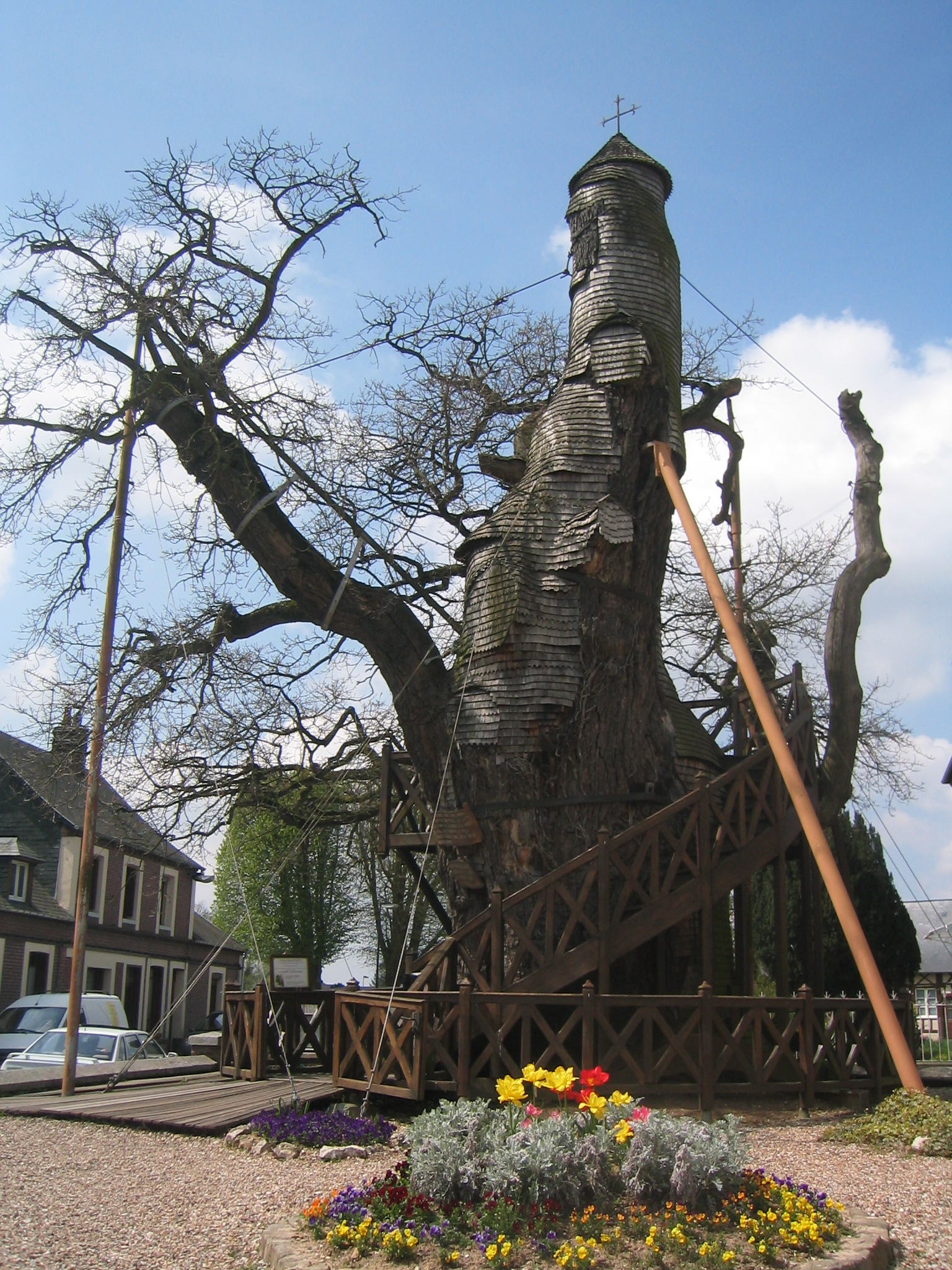
Дуб-часовня